# Kurzblütiger Löwenzahn

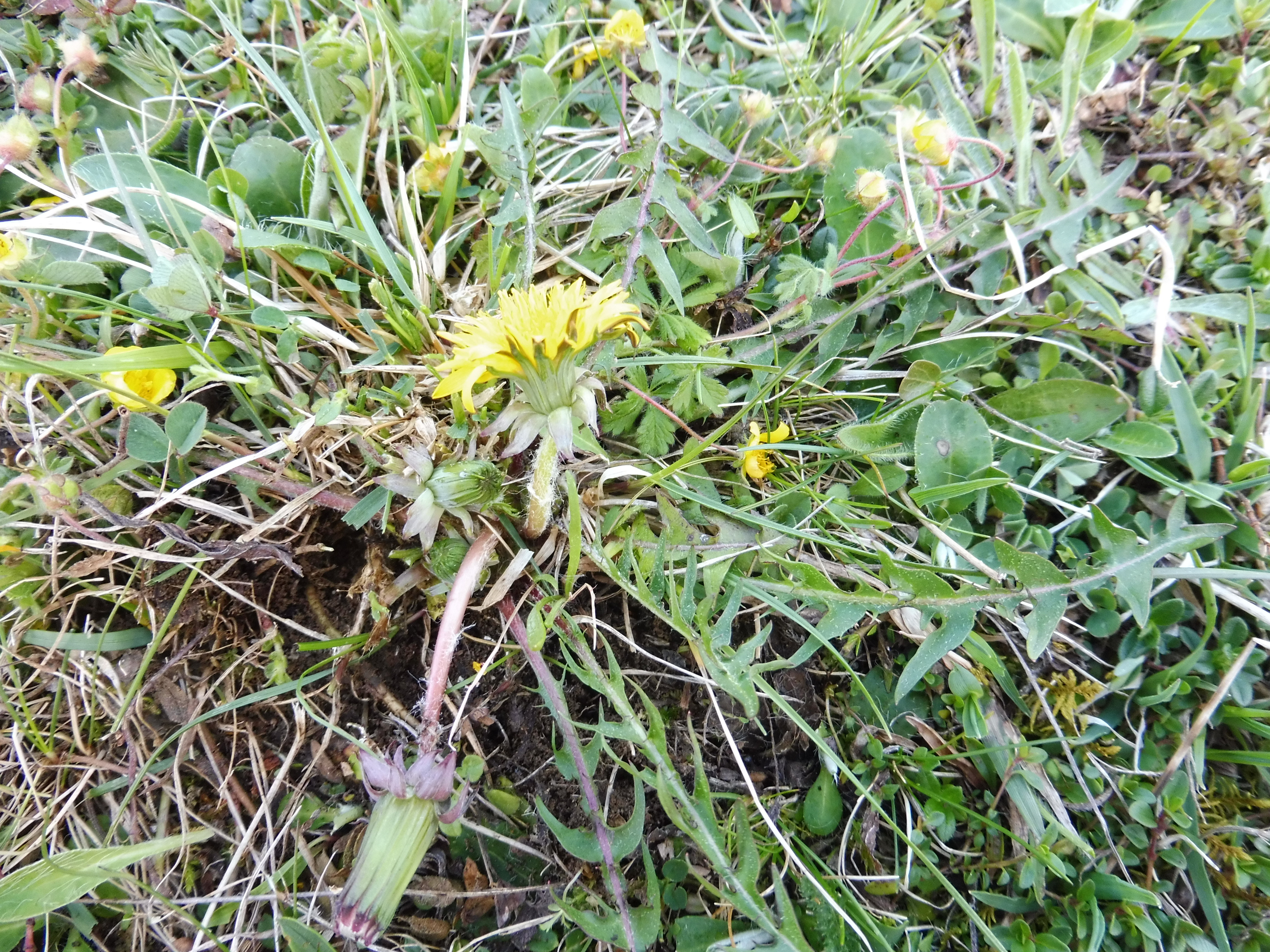
Taraxacum brachyglossum Blüten und Blätter Burghülen L.-Machtolsheim 01.05.2019.jpg

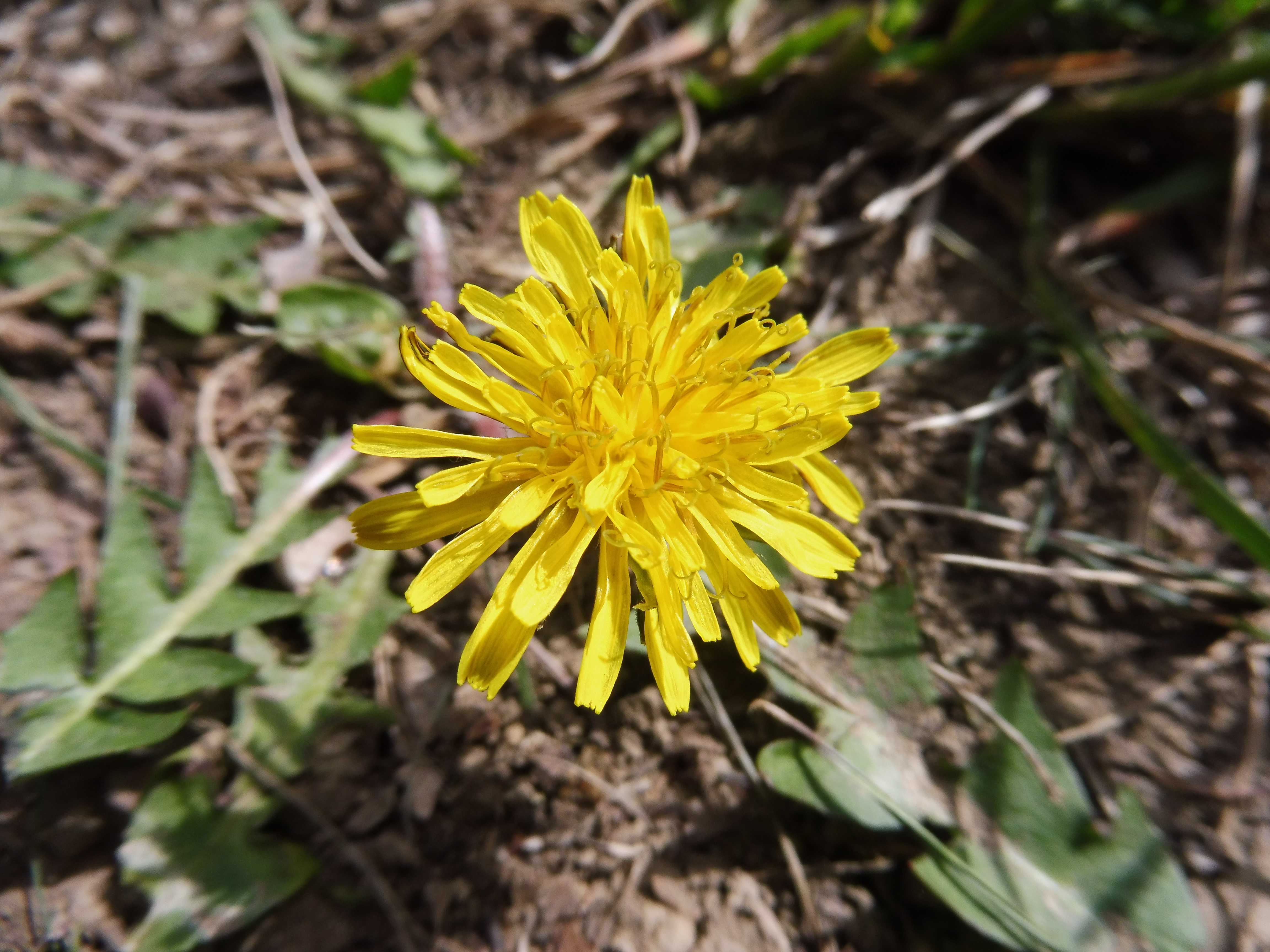
Taraxacum brachyglossum Blüte Bollerhalde O.-Irslenbach 23.04.2019.jpg

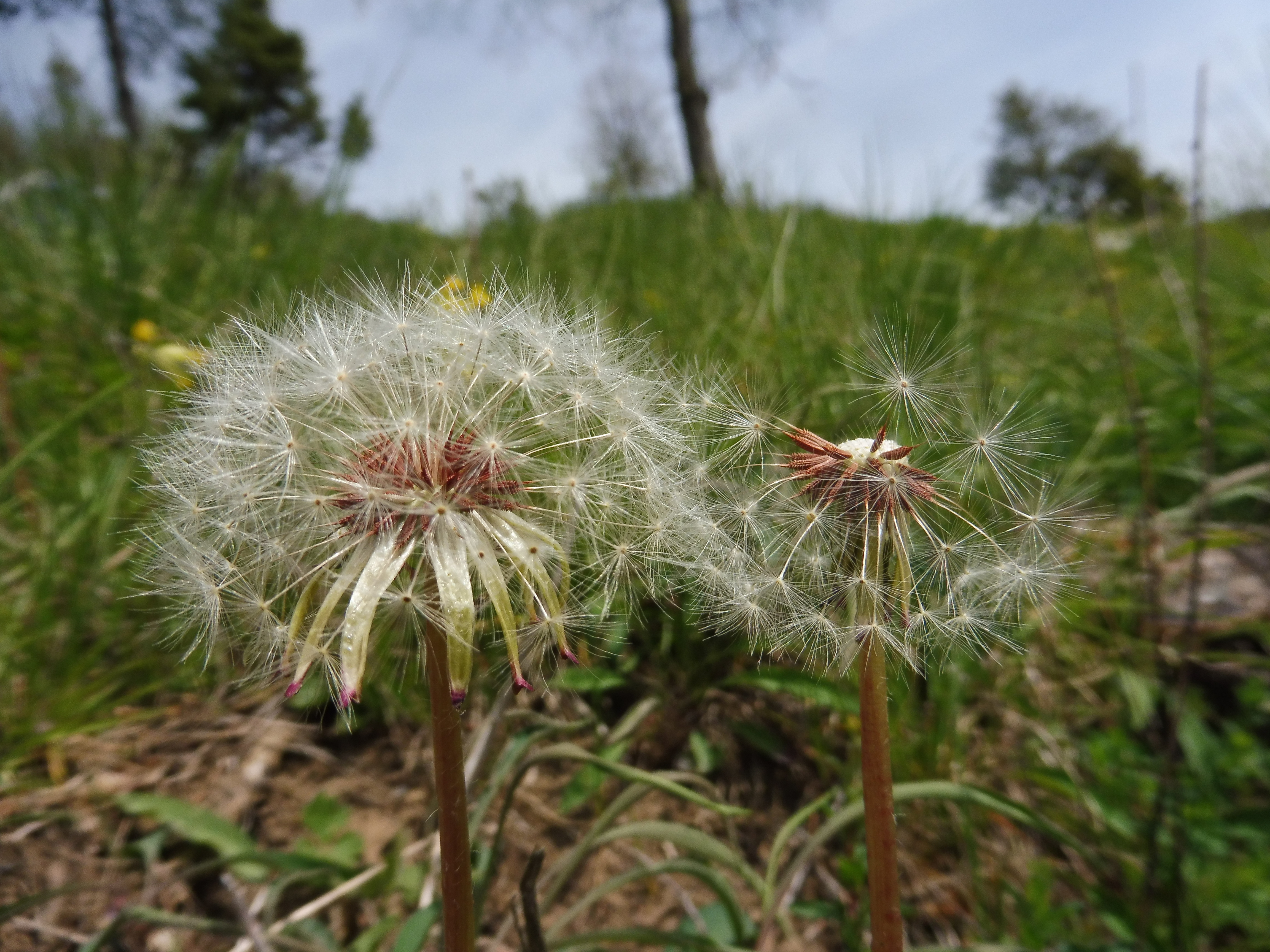
Taraxacum brachyglossum Fruchtstand Bollerhalde O.-Irslenbach 23.04.2019.jpg

Der Kurzblütige Löwenzahn (Taraxacum brachyglossum) ist eine Pflanzenart aus der Gattung Löwenzahn (Taraxacum) innerhalb der Familie der Korbblütler (Asteraceae). 

## Beschreibung

### Vegetative Merkmale
Der Kurzblütige Löwenzahn wächst als meist zierliche, ausdauernde krautige Pflanze. Die Laubblätter sind in Blattstiel und Blattspreite gegliedert. Der relativ breite, rotviolette Blattstiel ist oft geflügelt. Die dunkelgrüne Blattspreite ist gelappt. Die Seitenlappen sind breit bis schmal deltoid oder dreieckig und die Endlappen sind relativ kurz.

### Generative Merkmale
Die Blütezeit reicht von Mitte bis Ende April, in warmen Jahren auch etwas früher. Die Blüten stehen in Blütenkörben zusammen. Die äußeren Hüllblätter der Blüte sind meistens rotviolett, ei-lanzettlich bis lanzettlich, fast anliegend oder abstehend, schmal weiß berandet, unbehaart, verdickt bis gehörnt (= Schwielen). Die kurzen, gelben Blüten sind selten ganz geöffnet, oft eingerollt. Die Narben dunkelgrün.
Ein wichtiges Unterscheidungsmerkmal bei Schwielen-Löwenzähnen sind die Achänen, die bei Taraxacum brachyglossum hell bis dunkel ziegelrot sind. 
Die Chromosomenzahl beträgt 2n = 24.

## Systematik
Die Erstbeschreibung von Taraxacum brachyglossum erfolgte 1905 durch den schwedischen Botaniker Gustav Adolf Hugo Dahlstedt (1856–1934).
Die Art Taraxacum brachyglossum gehört zur Sektion der Schwielen-Löwenzähne (Taraxacum sect. Erythrosperma) in der Gattung Taraxacum.

## Vorkommen

### Verbreitung in Deutschland
Der Kurzblütige Löwenzahn kommt relativ selten in ganz Deutschland vor und fehlt im Süden fast vollständig. In Bayern findet sich nur ein Vorkommen auf der Frankenalb. In Baden-Württemberg sind bisher nur zwei Nachweise von der Schwäbischen Alb und mit einem Fundpunkt aus dem Oberen Neckartal bekannt. Aus Thüringen fehlen bisher Fundpunkte.

### Standortansprüche
Der Kurzblütige Löwenzahn gedeiht in Deutschland meist in Trockenrasen und Heiden, ferner an Wegrändern und in Ackerflächen.

## Artenschutz
Der Kurzblütige Löwenzahn bedarf wegen seiner starken Gefährdung und Seltenheit des Naturschutzes.